# Génökológia
A genetikai és evolúciós kutatások határterületén mozgó génökológia a genetikai különbségek környezeti hatásokkal való összefüggését vizsgálja.
Míg az ökológiai genetika az egyszerű öröklődésű változatok polimorfizmusait vizsgálta, az 1922-ben Güte Turesson botanikus által az American Naturalistben publikált cikksorozattal induló génökológia folytonos skálán variálódó mennyiségi jellegek (méret, tömeg stb.) eloszlásának természetes változásaival foglalkozott.
Turesson alapkérdése ez volt: vannak-e öröklődő különbségek a széles elterjedésű növényfajok eltérő morfológiájú ökotípusai között, átalakul-e a populációk genetikai összetétele a különböző lokális környezetek szelekciós folyamatai révén? Ezt bonyolult üvegházi, keresztbe átültetéses kísérletekkel, statisztikai analízissel vizsgálták. A mennyiségi jellegek evolúciós vizsgálatának igényéből alakult ki napjainkra a kvantitatív jellegű evolúciógenetika.